# 急性散在性脳脊髄炎
急性散在性脳脊髄炎（きゅうせいさんざいせいのうせきずいえん、acute disseminated encephalomyelitis; ADEM）とは、ウイルス感染後やワクチン接種後に生じるアレルギー性の脱髄疾患である。

## 分類
ADEMを最初に記載したのはWestphalであり、軽症痘瘡後の脳脊髄炎についての研究であった。2009年現在のADEMの定義は「急性発症で単相性の経過をとる中枢神経系の炎症機転を伴った散在性の脱髄病変によって神経症候を呈する疾患」である。
ADEMは特発性、感染後または傍感染性、予防接種後、急性出血性白質脳症（Hurst脳炎）の4つに分類されている。先行感染になりうるものには麻疹、流行性耳下腺炎ウイルス、インフルエンザウイルス、HAV、HBV、単純ヘルペスウイルス、帯状疱疹ウイルス、風疹ウイルス、EBウイルス、サイトメガロウイルス、HIVといったウイルス感染症のほか、マイコプラズマ、クラミジア、レジオネラ、カンピロバクター、レンサ球菌などの感染症でも発症するとされている。ADEMの鑑別としては中枢神経系感染症が必ず挙げられるが、髄膜炎や脳炎に引き続いてADEMが発症することがある。この場合、当初は認められた髄膜炎症状が先行感染の症状なのかADEMの症状なのか、はっきりしないことがある。中枢神経系感染症は、成人発症のADEMの先行感染になりうると考えられている。
特発性ADEM (idiopathic ADEM)
感染症の既往や予防接種歴がないもの。
感染後または傍感染性ADEM (post-infectious ADEM/para-infectious ADEM)
何らかの感染症に引き続いて発症するもの。先行感染としては小児では発疹性ウイルス、成人では上気道感染が多いとされている。感染症状の2 - 15日以内に急性に起こる。
予防接種後ADEM (post-vaccinal ADEM)
日本脳炎、狂犬病、種痘、麻疹、インフルエンザ、百日咳、ジフテリア、破傷風、ムンプスなどのワクチン接種後2 - 15日以内に急性に起こる。
急性出血性白質脳症（Hurst脳炎）
1941年にHurstらによって初めて報告された、ADEMの劇症型である。ほとんどの場合、10 - 14日で死亡する。

## 病態
ADEM発症の機序に関してはいくつかの説がある。
分子相同性 (molecular mimicry)
先行感染する病原体のエピトープとミエリン構成蛋白の分子相同性による機序が知られている。
epitope spreading
ウイルス感染などで血液脳関門が破壊されることを経て中枢神経の抗原が放出されることにより、自己反応性T細胞が新たに賦活される機序が知られている。

## 病理
ADEMの特徴的な病理像としては脳内の小静脈を中心とした実質内へのマクロファージの浸潤があり、その細胞層に限局して脱髄斑が形成されることが挙げられる。多発する病巣に時間差が認められないことも特徴である。多発性硬化症（MS）の脱髄斑はそのまま残存するが、単相性ADEMの病変部は髄鞘が保たれたまま非特異的なグリオーシスに置き換わる点が異なる。MSの病変は境界明瞭であるが、ADEMでは境界が不明瞭である。MSでは病巣周囲にマクロファージが浸潤するがADEMでは静脈周囲にマクロファージが浸潤する。

## 疫学
疫学としてはADEMはすべての年代に起こりえるが、特に小児に多いとされている。これはワクチン接種や感染の機会が多いためと思われる。3 - 9歳で多く、福岡県で15歳未満を対象とした調査では罹患率は小児10万人あたり0.64人であった。成人での罹患率を含む大規模な疫学調査は2012年現在、存在しない。

## 症状と検査
神経症状は数時間から数日のうちに出現し、多くは数日以内に極期に達するが、数週から1か月で緩徐に進行することもある。感染症状やワクチン接種の先行は報告によって様々であり、33 - 100%で認められている。先行感染はウイルス感染が多い。感染後またはワクチン接種後2 - 15日で急性に発症する。前駆症状としては全身倦怠感、筋肉痛、感冒様症状が認められることが多い。発熱など全身症状は小児では43 - 52%で認められるが、成人では15%ほどで少ない。症状は頭痛、発熱、項部硬直など、髄膜炎症状をしばしば伴う。大脳、脳幹、小脳、脊髄の病変によって神経脱落症状を示す。
大脳
片麻痺、半盲、失語、痙攣、意識障害など
脳幹
複視や眼球運動障害など
小脳
運動失調、構音障害
脊髄
四肢麻痺、対麻痺、膀胱直腸障害
髄液検査ではADEMでは急性期では細胞数は単核球を中心に増加し (23 - 81%)、蛋白も28 - 60%で上昇する。オリゴクローナルバンドは小児では3 - 29%で、成人例では58%で陽性である。オリゴクローナルバンド持続陽性では、多発性硬化症へ移行する確率が高いとされている。MRIでは皮質下から深部白質にT2WIで高信号域が多発性、比較的対称性に認められるのが典型的である。大脳皮質、視床、基底核などに病変が認められることもある。
ADEMの急性期は、ウイルス性脳炎と慢性期に多発性硬化症との鑑別が重要となる。MRIでのウイルス性脳炎では皮質病変が主であり、白質病変を認めることは少ない。多発性硬化症よりADEMを疑う特徴としては左右差のある両側性白質病変、脳室や脳梁病変が少なく、左右差の少ない視床や基底核も含めた灰白質病変、テント下病変が多いことなどが指摘されている。多発性硬化症と比較して病変の境界は浮腫のために明瞭ではなく、Gd増強効果は少ない。

## 診断
ADEMの臨床診断学基準は存在しないが、2007年にNational Multiple Screlosis Societyにより、consensus diagnostic criteria for ADEMが提唱されている。そのほか、日本では葛原らの基準が知られている。それによると急性脳炎、脳脊髄炎で散在性症候を呈するものであり、なおかつ髄液細胞数増加、単相性の経過、MRIで多発性病変のいずれかを満たすものとされている。
単相性ADEM
MRI上も中枢神経系疾患の既往のない健常人に、急性あるいは亜急性に中枢神経系の多発性炎症性脱髄性機序が推定される病変が白質を中心に出現し、意識障害や行動異常などの脳症症状を含む多症候を認め、予後良好でウイルス性脳炎など他疾患が除外されることが必要条件となる。症状の変動や新たな症状、症候あるいはMRI病変が3か月以内に確認される場合、1回目のADEMのイベントに含まれる。
再発性ADEM (R-ADEM)
初発ADEMイベントより3か月以上経過してから、もしくはステロイド治療終了後4週間以上経過して初発と同様の症状もしくは画像上同部位の再発の場合とする。
多相性ADEM (M-ADEM)
初発ADEMイベントより3か月以上経過してから、もしくはステロイド治療終了後4週間以上経過して初発とは異なる症状もしくは画像上異なる部位に再発が認められた場合とする。多発性硬化症との鑑別が重要となる。

## 治療
急性期は、ステロイドパルス療法や、アシクロビルを使用することもある。改善が乏しい場合は血漿交換、免疫グロブリン療法、シクロホスファミド静注療法、低温療法が行われることがある。

## 予後
小児期発症のADEMも57 - 89%が軽快する。しかし、1 - 4割の患者は死亡するか後遺症が残る。後遺症としては、知能指数の低下や多動などの行動異常、視覚-空間構成や視覚-運動統合の障害が報告されている。ADEM後にMSを発症する頻度は0 - 29%と、報告によって異なる。
成人発症のADEMは治療しない場合に約半数が後遺症を残し、半数は後遺症が残らず軽快する。かつては、ステロイドなどを用いた治療は確立しておらず、特に小児の死亡率は10 - 20%と、あまり予後も良くなかった。